# تام جانستون (نوازنده)
تام جانستون (انگلیسی: Tom Johnston؛ زادهٔ ۱۵ اوت ۱۹۴۸) یک موسیقی‌دان اهل ایالات متحده آمریکا است. وی از سال ۱۹۷۰ میلادی تاکنون مشغول فعالیت بوده‌است.